# Joseph Akpala
Joseph Eneojo Akpala (* 24. August 1986 in Jos) ist ein ehemaliger nigerianisch-belgischer Fußballspieler und heutiger Trainer.

## Karriere

### Spieler

#### Verein
Von 1997 bis 2002 war Akpala im Internat der Pepsi Football Academy in Lagos, wo auch schon Spieler wie John Obi Mikel und Soga Sambo ausgebildet wurden. 2003 wechselte der Stürmer in die Nachwuchsabteilung des Bendel United FC. Eine Saison später sicherte sich dann der Topverein Bendel Insurance die Dienste von Akpala. Dort gelangen ihm dreizehn Tore in neunzehn Partien, womit er Torschützenkönig der nationalen Premier League wurde. Nach nur einem Jahr lockte Sporting Charleroi den Jungspieler im Januar 2006 nach Belgien. Nach kurzer Eingewöhnungsphase entwickelte sich Akpala zur Saison 2007/08 zum Top-Torjäger seiner Mannschaft und sicherte sich mit 18 Treffern den Titel des Liga-Torschützenkönigs. Dies veranlasste den belgischen Spitzenklub FC Brügge Akpala zur Saison 2008/09 ins Jan-Breydel-Stadion zu holen. Bei Brügge wurde der Angreifer schnell Stammspieler und war mit fünfzehn Treffern 2008/09 bester Torschütze seiner Mannschaft. In der Torjägerliste der Liga landete der Offensivakteur auf Platz vier. Nur Jaime Alfonso Ruiz (17 Treffer), Tom De Sutter und Dieumerci Mbokani (je 16 Treffer) waren besser. Somit konnte er seinen Titel als bester Schütze der Ersten Division nicht verteidigen. Als zur Folgesaison der Kameruner Dorge Kouemaha als weiterer Stürmer gekauft wurde, verdrängte dieser Akpala von der Position als „Stürmer-Nummer-1“, so dass der Nigerianer mit sieben Treffern zwar zweitbester Schütze seines Teams war (zusammen mit Wesley Sonck), jedoch neun Tore weniger als Kouemaha erzielte. Im Sommer 2012 wechselte Akpala in die Bundesliga zu Werder Bremen, wo er einen Vierjahresvertrag bis zum 30. Juni 2016 unterschrieb. Sein Bundesligadebüt gab er am 1. September 2012 (2. Spieltag) beim 2:0-Sieg im Heimspiel gegen den Hamburger SV. Für die Spielzeit 2013/14 wurde Akpala an den türkischen Erstligisten Kardemir Karabükspor ausgeliehen. Zur Saison 2014/15 wurde er fest verpflichtet. Nachdem Karabükspor im Sommer 2015 den Klassenerhalt der Süper Lig verfehlt hatte, verließ Akpala diesen Klub. Er kehrte dann nach Belgien zurück und unterschrieb einen Vertrag mit einer Laufzeit von drei Jahren beim Erstdivisionär KV Ostende. Nach Ablauf dieses Vertrages sollte sein Vertrag in Ostende nicht verlängert werden. Akpala wechselte zu al-Faisaly in Saudi-Arabien und unterschrieb dort einen Vertrag für die aktuelle Saison 2018/19. Danach blieb er zunächst vertragslos, bevor er am 18. November 2019 wieder bei KV Ostende einen Vertrag bis zum Ende der laufenden Saison 2019/20 unterschreibt. Bis zum Abbruch der Saison infolge der COVID-19-Pandemie bestritt er 6 von 14 möglichen Ligaspielen für Ostende, in denen er ein Tor schoss, sowie ein Pokalspiel. Nach dem Ende seines Vertrages mit dem Ende der Saison wurde dieser nicht verlängert. Nach über einjähriger Vereinslosigkeit spielte er von April bis Juni 2021 noch für Dinamo Bukarest in Rumänien und beendete dann seine aktive Karriere.

#### Nationalmannschaft
Akpala spielte zwischen 2005 und 2007 mehrfach für die U20 Nigerias, ehe er in den Kader der A-Elf des Landes nominiert wurde.
Am 6. September 2008 gab Akpala im WM-Qualifikations-Spiel gegen Südafrika sein Debüt im Dress der nigerianischen Nationalmannschaft. Damals wechselte ihn Nationaltrainer Samson Siasia zur 80. Minute für Ikechukwu Uche ein. In der Folgezeit wurde Akpala unregelmäßig nominiert und verpasste die Berufung in die Aufgebote für die Afrikameisterschaft 2010 und die WM in Südafrika. Noch im Vorfeld der Weltmeisterschaft, bei einem Trainingslager in Großbritannien, wurde Akpala von Trainer Lars Lagerbäck in den vorläufigen Kader der Nigerianer berufen, schied jedoch genauso wie u. a. Seyi Olofinjana, Ikechukwu Uche und Peter Utaka für die endgültige Nominierung aus. Nach je einem Freundschaftsspiel in 2010 und 2013 und zwei Gruppenspielen beim Confed-Cup 2013 spielte er nicht mehr in der Nationalmannschaft.

### Trainer
Seit dem 16. September 2022 ist Akpala Co-Trainer des belgischen Erstligisten KV Kortrijk. Dabei unterstützte er zunächst Adnan Čustović und ab November dessen Nachfolger Bernd Storck, im Sommer 2023 übernahm Edward Still den Cheftrainerposten. Unter diesem blieb die Mannschaft in den ersten acht Ligaspielen der Spielzeit 2023/24 ohne Sieg, so dass sich der Klub am 25. September von ihm trennte und Akpala zum Interimstrainer beförderte. Anschließend übernahm Glen De Boeck den Trainerposten, der jedoch erfolglos blieb und nach knapp zwei Monaten Amtszeit am Nikolaustag wieder entlassen wurde – erneut übernahm Akpala als Interimstrainer.

## Auszeichnungen

### Spieler
- Torschützenkönig der Nigerianischen Premier League: 2005 (13 Tore)
- Torschützenkönig der belgischen Jupiler League: 2008 (18 Tore)

## Sonstiges
Sein jüngerer Bruder Michael Akpala (* 1999) ist ebenfalls Fußballer und spielte zuletzt 2018 für FC Lori Wanadsor in der armenischen Bardsragujn chumb.